# Giovanni Quadri
Giovanni Quadri (Cornate d'Adda, 6 marzo 1951) è un ex calciatore italiano, di ruolo attaccante.

## Carriera
Cresce nella Solbiatese con la quale debutta in Serie C a neppure 17 anni.
Nel 1968 viene prelevato dal Torino che lo fa esordire in Serie A il 9 novembre 1969, e in quella stagione in massima serie segna una rete in 8 partite.
Nel frattempo gioca anche una partita in Nazionale Under-21 in amichevole contro i pari età dell'Olanda.
In seguito viene mandato in prestito in Serie B, prima nel Monza dove non scende mai in campo e poi nel Catania dove colleziona 2 gettoni.
Nel 1972 inizia la stagione nel Parma, dopo 4 partite di Serie C passa alla Pistoiese, in Serie D, dove segna 10 reti in 23 partite. Nella stagione seguente rimane nella stessa serie con il Valdinievole (segnando 12 gol in 33 incontri).
In seguito torna al Torino dove non scenderà mai in campo nella Serie A 1974-1975. L'anno successivo fa ritorno alla Pistoiese dove disputa 26 gare con 6 reti in Serie C.
Nel 1976 si trasferisce a titolo definitivo all'Ascoli in Serie B: nella prima stagione segna 2 reti in 10 presenze, nella seconda contribuisce con le sue 14 reti alla promozione in Serie A dei marchigiani, mentre nella terza segna 4 reti in 19 partite di massima serie.
Nel 1979 torna in Serie B prima con il Taranto e l'anno seguente con il Pisa, per poi disputare due stagioni in Serie C1 con la Nocerina ed infine una in Serie C2 con l'Afragolese.
In totale colleziona 27 presenze e 5 reti in due campionati disputati in Serie A, e 101 presenze e 27 reti in 5 campionati di Serie B.

## Palmarès

### Club

#### Competizioni nazionali
- Campionato italiano di Serie B: 1

Ascoli: 1977-1978